# Christian Bilefeld
Christian Bilefeld (* 29. Juli 1617 in Lübeck; † 8. Juni 1695 in Wernigerode) war ein deutscher evangelisch-lutherischer Theologe, Hochschullehrer und Superintendent.

## Leben
Christian Bilefeld war ein Sohn des Lehrers am Katharineum zu Lübeck Hermann Bilefeld († 1648). Nach dem Besuch des Katharineums studierte er ab 1639 Evangelische Theologie an den Universitäten Rostock, wo er schon 1634 als Jugendlicher immatrikuliert worden war, und Königsberg. In Königsberg graduierte er 1643 mit einer Disputation unter Vorsitz von Christian Dreier zum Magister. Er war einer der ersten Stipendiaten der Schabbelstiftung, was ihm ein Graduiertenstudium an der Universität Wittenberg ermöglichte. Nach einer Disputation unter dem Vorsitz von Wilhelm Leyser I. 1644 wurde Bilefeld Adjunkt der Philosophischen Fakultät. Er ist als Präses etlicher Disputationen bezeugt. 1654 war er Dekan der philosophischen Fakultät.
1655 berief Graf Heinrich Ernst zu Stolberg-Wernigerode Bilefeld zum Oberpfarrer an St. Sylvestri und Superintendenten in Wernigerode. Zuvor wurde er noch in Wittenberg unter Vorsitz von Abraham Calov (der 1659 sein Schwager wurde) mit einer Streitschrift gegen Georg Calixt zum Dr. theol. promoviert. In Wernigerode war er ab 1672 im Nebenamt zugleich Bibliothekar der Gräflich Stolberg-Wernigerodeschen Bibliothek.
1680 ging Bilefeld als Oberpfarrer an St. Peter und Paul (Delitzsch) und Superintendent nach Delitzsch, wo er 1692 emeritiert wurde. Er starb in Wernigerode auf einer Reise zu seinem Sohn.
Seit 1656 war er verheiratet mit Christine Elisabeth, geb. Hülsemann (†  1705), einer Tochter des Theologen Johann Hülsemann. Der Sohn des Paares Johann Christoph Bilefeld (1664–1724) war zunächst sein Assistent in Delitzsch und wurde dann Superintendent in Darmstadt und Professor in Gießen.

## Werke
Für eine vollständigere Liste, auch der von Bilefeld als Praeses angeregten und betreuten Disputationen sowie seiner zahlreichen Trauerpredigten, siehe seinen Eintrag im VD 17
- Disputatio exegetica in caput tertium evang. Johan. Wittenberg 1644
- Disputatio Metaphysica. De Eiusdem Et Diversi, Eorundemque Specierum Natura, Divisione Et Proprietatibus. Wittenberg 1645
- Disputationes ethicae. Wittenberg 1645
- Disputationes in partem metaphysicae generalem et specialem. Wittenberg 1652/53
- Diss. theolog. de conversione hominis. Wittenberg 1652 (Digitalisat)
- Disputationes pneumaticae. Wittenberg 1654
- Fides veterum et inprimis fidelium mundi antediluviani in Christum verum Deum et hominem ejusque passionem meritoriam. Adversus Pestilentem Novatorum, maxime D. Georgii Calixti haeresin, e Scripturae testimoniis, & Ecclesiae consensu asserta . Wittenberg 1655 (Digitalisat), zweite Auflage 1669, dritte Auflage 1700
- Gründlicher Beweis und Vertheidigung etlicher nothwendigen Klagen, so die Lutherischen wider die Reformirten führen.